# Růžena (Vorname)
Růžena ist ein weiblicher Vorname.

## Herkunft und Bedeutung
Der im Tschechischen verwendete Vorname ist abgeleitet vom tschechischen růže, das Rose bedeutet; siehe auch Rosa (Vorname).
Im Slowakischen ist die Schreibweise Ružena üblich.
Eine Variante ist Rozálie.

## Bekannte Namensträgerinnen
- Ruzena Bajcsy (slowakisch Ružena Kučerová Bajcsyová) (* 1933), US-amerikanische Informatikerin tschechoslowakischer Herkunft
- Růžena Beinhauerová (1912–1968), tschechoslowakische nordische und alpine Skisportlerin, Basketballspielerin und Ruderin
- Růžena Maturová (1869–1938), tschechische Opernsängerin
- Růžena Meruňková (* 1940), tschechische Schauspielerin
- Růžena Škodová-Davoodi (* 1948), Basketballspielerin
- Růžena Svobodová (1868–1920), tschechische Schriftstellerin
- Růžena Zátková (1885–1923), tschechische Malerin und Bildhauerin